# Rupt
Rupt és un municipi francès situat al departament de l'Alt Marne i a la regió del Gran Est. L'any 2007 tenia 298 habitants.

## Demografia

### Població
El 2007 la població de fet de Rupt era de 298 persones. Hi havia 129 famílies de les quals 39 eren unipersonals (16 homes vivint sols i 23 dones vivint soles), 47 parelles sense fills, 35 parelles amb fills i 8 famílies monoparentals amb fills.
La població ha evolucionat segons el següent gràfic:
Habitants censats

### Habitatges
El 2007 hi havia 145 habitatges, 131 eren l'habitatge principal de la família, 6 eren segones residències i 8 estaven desocupats. 133 eren cases i 13 eren apartaments. Dels 131 habitatges principals, 107 estaven ocupats pels seus propietaris, 22 estaven llogats i ocupats pels llogaters i 2 estaven cedits a títol gratuït; 2 tenien una cambra, 3 en tenien dues, 14 en tenien tres, 36 en tenien quatre i 77 en tenien cinc o més. 84 habitatges disposaven pel capbaix d'una plaça de pàrquing. A 62 habitatges hi havia un automòbil i a 53 n'hi havia dos o més.

### Piràmide de població
La piràmide de població per edats i sexe el 2009 era:
| Homes | Edats   | Dones |
| ----- | ------- | ----- |
| 0     | 95 o +  | 0     |
| 0     | 90 a 94 | 0     |
| 4     | 85 a 89 | 4     |
| 0     | 80 a 84 | 0     |
| 0     | 75 a 79 | 4     |
| 4     | 70 a 74 | 8     |
| 8     | 65 a 69 | 4     |
| 20    | 60 a 64 | 20    |
| 12    | 55 a 59 | 12    |
| 4     | 50 a 54 | 12    |
| 16    | 45 a 49 | 8     |
| 4     | 40 a 44 | 20    |
| 4     | 35 a 39 | 4     |
| 20    | 30 a 34 | 12    |
| 4     | 25 a 29 | 4     |
| 8     | 20 a 24 | 4     |
| 8     | 15 a 19 | 8     |
| 8     | 10 a 14 | 20    |
| 16    | 5 a 9   | 12    |
| 4     | 0 a 4   | 8     |

## Economia
El 2007 la població en edat de treballar era de 187 persones, 132 eren actives i 55 eren inactives. De les 132 persones actives 124 estaven ocupades (69 homes i 55 dones) i 8 estaven aturades (2 homes i 6 dones). De les 55 persones inactives 23 estaven jubilades, 17 estaven estudiant i 15 estaven classificades com a «altres inactius».

### Ingressos
El 2009 a Rupt hi havia 144 unitats fiscals que integraven 322,5 persones, la mediana anual d'ingressos fiscals per persona era de 16.083 €.

### Activitats econòmiques
Dels 7 establiments que hi havia el 2007, 3 eren d'empreses de construcció, 1 d'una empresa de comerç i reparació d'automòbils, 1 d'una empresa de transport, 1 d'una empresa immobiliària i 1 d'una empresa de serveis.
Dels 3 establiments de servei als particulars que hi havia el 2009, 1 era una fusteria i 2 lampisteries.
L'any 2000 a Rupt hi havia 5 explotacions agrícoles.

## Equipaments sanitaris i escolars
El 2009 hi havia una escola elemental integrada dins d'un grup escolar amb les comunes properes formant una escola dispersa.

## Poblacions més properes
El següent diagrama mostra les poblacions més properes.